# Xenostega eurhythma
Xenostega eurhythma är en fjärilsart som beskrevs av Louis Beethoven Prout 1934. Xenostega eurhythma ingår i släktet Xenostega och familjen mätare. Inga underarter finns listade i Catalogue of Life.